# 마가렛 피사렉

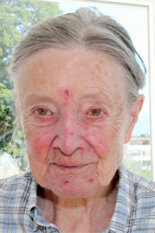
마가렛 피사렉

마가렛 피사렉(독일어: Margaritha Pissarek 마르가리타 피사레크[*], 1935년 6월 9일 ~ 2023년 9월 29일)은 오스트리아의 수녀이다.

## 생애
폴란드 태생의 오스트리아 국적자이다. 오스트리아 인스브루크 간호학교를 졸업한 뒤 구호단체 다미안재단을 통해 1966년 전남 고흥군 소록도에 파견됐다. 40여 년간 국립소록도병원 등지에서 맨손으로 한센병 환자의 재활 치료를 하고 한센병 자녀를 위한 영아원을 운영하며 보육사업 등을 펼쳤다. 1970년대 공식 파견 기간이 끝난 후에도 아무 연고도 없던 소록도에 남아 자원봉사자 신분으로 39년간 한센인들을 돌봤다. 이후 건강이 악화하자 2005년 11월 “사람들에게 부담이 되고 싶지 않다”는 편지 한 장을 남긴 채 소록도를 조용히 떠났다. 1962년부터 2005년까지 소록도에서 함께 봉사한 마리아네 슈퇴거 간호사도 이때 조국 오스트리아로 돌아갔다. 이후 건강이 악화돼 요양원에서 지냈고 2018~19년 정도부터는 단기 치매 증상을 겪기 시작했다.

## 수상
대한민국 소록도에서 마리안느 슈퇴거 수녀와 함께 오랜 시간동안 봉사활동을 했고 이 공헌을 인정받아 대한민국 명예국민으로 선정되었다.

## 같이 보기
- 마리안느와 마가렛